# 東亜興行
東亜興行株式会社（とうあこうぎょう）は、日本の映画会社である。東京都杉並区に本社を置き、映画館、フィットネスクラブ、不動産事業を行う。かつてはボウリング場、ダンスホールも経営した。
かつては新宿区歌舞伎町を本拠に、東宝、東急レクリエーション、ヒューマックスシネマ、コマ・スタジアムとともに歌舞伎町「四葉会」を構成していた。

## 沿革
- 1949年8月 - 高橋康友（李康友）が創業[3]、「阿佐ヶ谷オデヲン座」を開業する[1]。
- 1951年11月 - 歌舞伎町に「新宿オデヲン座」を開場[1]
- 1954年9月 - 「吉祥寺オデヲン座」を開場[1]
- 1955年12月 - 新宿オデヲン座の位置に「グランドビル」（現在の第一東亜会館）を竣工・開業[1]
- 1969年4月 - 歌舞伎町に「第二東亜会館」を竣工・開業[1]
- 1978年10月 - 吉祥寺オデヲン座の位置に「吉祥寺東亜会館」を竣工・開業[1]
- 1989年3月 - 株式会社東亜不動産を設立[1]
  - 同年10月 - トーア・スポーツ株式会社を設立[1]
- 2003年4月 - 株式会社東亜不動産、トーア・スポーツ株式会社を吸収合併[1]

## データ
- 社名 : 東亜興行株式会社
- 所在地 : 東京都杉並区上荻1丁目10番12号 荻窪東亜会館 2階[1]
北緯35度42分17.42秒 東経139度37分7.27秒 / 北緯35.7048389度 東経139.6186861度
- 設立 : 1949年8月[1]
- 資本金 : 1億円[1]
- 歴代社長 : 
  1. 高橋康友 （1949年 - 1987年）[3][4]
  2. 大谷晴通 （1987年 - 2010年）[4]
  3. 大谷昌義 （2010年 - 現任[1]）
- 本社所在地変遷 : 
  1. 1949年 - 1955年 : 東京都杉並区阿佐ヶ谷1丁目794番地 （現在の東京都杉並区阿佐谷北2丁目12番2号）
  2. 1955年 - 2009年 : 東京都新宿区歌舞伎町1丁目20番2号 第一東亜会館
  3. 2009年 - 現在 : 東京都杉並区上荻1丁目10番12号 荻窪東亜会館 2階

## 映画館
- 吉祥寺オデヲン（3スクリーン）
  - 所在地 : 東京都武蔵野市吉祥寺南町2丁目3-16 吉祥寺東亜会館内

1954年（昭和29年）9月に名画座「吉祥寺オデヲン座」として開業する。1978年（昭和53年）には同館を休館して同地を再開発、同年10月、跡地に「吉祥寺東亜会館」が竣工・開業、松竹系の「吉祥寺セントラル」、東宝系の「吉祥寺スカラ座」「吉祥寺東宝」「吉祥寺オデヲン座」の4スクリーンで営業した。2012年（平成24年）1月21日、映画館の全スクリーン名を「吉祥寺オデヲン」に統一。8月31日には地下の旧「吉祥寺オデヲン座」を閉鎖し、3スクリーンのサイトになった[5]。2013年（平成25年）現在、同社が運営する唯一の映画館である。

| スクリーン | 名称           | 旧名称           | 座席数 | 備考                               |
| ---------- | -------------- | ---------------- | ------ | ---------------------------------- |
| 5階        | 吉祥寺オデヲン | 吉祥寺セントラル | 246    | サラウンドEX、MasterImage 3D対応。 |
| 3階        | 吉祥寺オデヲン | 吉祥寺スカラ座   | 249    | サラウンドEX対応。                 |
| 2階        | 吉祥寺オデヲン | 吉祥寺東宝       | 224    | DTS対応。                          |
| 地下1階    | -              | 吉祥寺オデヲン座 | 220    | ドルビーデジタル対応、2012年閉館。 |

## かつて存在した映画館
- 新宿アカデミー劇場
  - 所在地 : 東京都新宿区歌舞伎町1丁目20番2号 第一東亜会館 2階
  - 観客人員 : 420名
  - 音響 : サラウンドEX対応
  - 興行系統 : 日比谷スカラ座系 ⇒ 新宿プラザ劇場閉館後はTOHOシネマズ日劇スクリーン1系
- 新宿グランドオデヲン座
  - 所在地 : 同上、第一東亜会館 1階
  - 観客人員 : 406名
  - 音響 : ドルビーデジタル対応
  - 日劇3系 ⇒ 新宿プラザ劇場閉館後はTOHOシネマズスカラ座系
- 新宿オデヲン座
  - 所在地 : 同上、第一東亜会館 地下1階
  - 観客人員 : 350名
  - 主に東宝洋画系 ⇒ 新宿プラザ劇場閉館後はTOHOシネマズ日劇スクリーン3系
- 新宿オスカー劇場
  - 所在地 : 同上、第一東亜会館 5階
  - 観客人員 : 272名
  - 1982年12月、第一東亜会館に新設して開館。主に東宝洋画系。新宿プラザ劇場閉館までは主に単館系の洋画を上映していた。2009年9月23日閉館。
- 新宿トーア - 1996年1月、第二東亜会館の歌舞伎町東映を改装して開館、2009年4月17日閉館。
  - 所在地 : 東京都新宿区歌舞伎町1丁目21番1号
  - 観客人員 : 330名
  - 興行系統 : 丸の内TOEI1系、ほか不定期に単館系日本映画（邦画）
- 荻窪オデヲン座 - 1972年7月開館、すでに閉館して跡地にオーツーゴルフレンジ・レストランオーツーが開業した。
  - 所在地 : 東京都杉並区上荻1丁目10番12号 荻窪東亜会館
- 荻窪映画劇場 - 1972年7月開館、すでに閉館して跡地にオーツーゴルフレンジ・レストランオーツーが開業した。
  - 所在地 : 東京都杉並区上荻1丁目10番12号 荻窪東亜会館
- 下北沢オデヲン座 - 1952年5月開館、1988年閉館して跡地に「トーアセントラルフィットネスクラブ下北沢」が開業した。
  - 所在地 : 東京都世田谷区北沢1丁目46番5号
- 東十条オデヲン座 - 1967年11月開館、1987年に閉館した。
  - 所在地 : 東京都北区東十条3丁目16番6号 東十条東亜会館
- 赤羽オデヲン座 - 1968年12月開館、1991年に閉館した。
  - 所在地 : 東京都北区赤羽西1丁目39番16号 赤羽東亜会館
- 赤羽映画劇場 - 1968年12月開館、1991年に閉館した。
  - 所在地 : 東京都北区赤羽西1丁目39番16号 赤羽東亜会館
- 阿佐谷オデヲン座 - 1949年8月開館、1989年閉館して跡地に「トーアセントラルフィットネスクラブ阿佐谷」が開業した。
  - 所在地 : 東京都杉並区阿佐谷北2丁目12番2号
- 中野オデヲン座 - 1950年12月開館、1979年7月13日に閉館した。
  - 所在地 : 東京都中野区中央4丁目1番22号
- 荏原オデヲン座 - 1952年4月開館、1987年に閉館した。
  - 所在地 : 東京都品川区東中延1丁目11番21号
- 高円寺平和劇場 - 1954年9月開館、1989年3月7日に閉館した。
  - 所在地 : 東京都杉並区高円寺北3丁目20番23号

## 商業ビル・ソシアルビル
同社が経営する商業ビル・ソシアルビル（総合レジャービル）の一覧である。
- 第二東亜会館 - 東京都新宿区歌舞伎町1丁目21番1号
- 荻窪東亜会館 - 東京都杉並区上荻1丁目10番12号
- 吉祥寺東亜会館 - 東京都武蔵野市吉祥寺南町2丁目3番16号
- 下北沢オデヲンビル - 東京都世田谷区北沢1丁目46番5号

## かつて存在した総合レジャービル
同社がかつて経営した総合レジャービルのうち、同社公式ウェブサイトから記述の消えたものの一覧である。
- 第一東亜会館 - 東京都新宿区歌舞伎町1丁目20番2号
  - 1955年12月、「グランドビル」として竣工・開業、1975年12月新装開場した。建物の老朽化や歌舞伎町一帯の再開発により、2009年（平成21年）11月30日をもって全館閉館。同会館は、アパホテルに売却され取り壊され、跡地には「アパホテル歌舞伎町タワー（仮称）」が開業する予定である[6]。
- 赤羽東亜会館 - 東京都北区赤羽西1丁目39番16号
- 東十条東亜会館 - 東京都北区東十条3丁目16番6号

## フィットネスクラブ
同社が経営するフィットネスクラブの一覧である。下北沢は現在は直営ではない。
- トーアセントラルフィットネスクラブ阿佐谷 - 1989年3月、「阿佐谷オデヲン座」跡地に開業
- トーアセントラルフィットネスクラブ下北沢 - 1988年4月、「下北沢オデヲン座」跡地に開業、現在「セントラルフィットネスクラブ下北沢」[7]。